# Гродненские губернские ведомости
«Гродненские губернские ведомости» — правительственная газета Гродненской губернии, издававшаяся с 1838 по 1915 год. Издание «Губернских ведомостей» было введено по всей стране царским указом.
Газета состояла из официальной и неофициальной частей, последняя с 1891 года носила характер общей газеты. С 1903 по 1906 год неофициальная часть выпускалась в форме приложения, как отдельная газета. В 1915 году газета перестала издаваться из-за Первой мировой войны.
Среди редакторов газеты были Богоявленский, И. Меркевич, И. Бобров, К. Ламинский, Я. Иванов, князь А. Трубецкой, С. Городецкий, И. Леонович, А. Давидович, А. Шинкевич, М. Яновский, , А. Наумов, В. Алябьев, Г. Кологривов, Д. Милютин, С. Шликевич, Л. Солоневич. В газете помимо ведомостей о справочных ценах на провиант, отопление, поденную плату рабочим, перевозки, а также сыскных статей, обязательных постановлений и другой информации печаталось большое количество материала на разные темы, в том числе исследований, посвященных культуре и быту белорусов. В «Гродненских губернских ведомостях» печатались такие исследователи, как И. Ярошевич, И. Пригоровский, Ф. Ворожбицкий, М. Дмитриев, Ф. Ставрович, М. Довнар-Запольский, А. Е. Богданович..